# Ezequiel Unsain
Luis Ezequiel Unsain (Villa Alcaraz, 9 marzo 1995) è un calciatore argentino, portiere del Necaxa.

## Carriera
Cresciuto nelle giovanili del Newell's Old Boys, ha esordito il 17 agosto 2015 in occasione del match pareggiato 0-0 contro il Temperley.

## Statistiche

### Presenze e reti nei club
Statistiche aggiornate al 23 marzo 2018.
| Stagione        | Squadra            | Campionato      | Campionato | Campionato | Coppe nazionali | Coppe nazionali | Coppe nazionali | Coppe continentali | Coppe continentali | Coppe continentali | Altre coppe | Altre coppe | Altre coppe | Totale | Totale | Totale |
| Stagione        | Squadra            | Comp            | Pres       | Reti       | Comp            | Pres            | Reti            | Comp               | Pres               | Reti               | Comp        | Pres        | Reti        | Pres   | Reti 0 |        |
| --------------- | ------------------ | --------------- | ---------- | ---------- | --------------- | --------------- | --------------- | ------------------ | ------------------ | ------------------ | ----------- | ----------- | ----------- | ------ | ------ | ------ |
| 2015            | Newell's Old Boys  | PD              | 12         | -11        | CA              | 0               | 0               |                    | -                  | -                  |             | -           | -           | 12     | -11    |        |
| 2016            | Newell's Old Boys  | PD              | 4          | -7         | CA              | 0               | 0               |                    | -                  | -                  |             | -           | -           | 4      | -7     |        |
| 2016-2017       | Newell's Old Boys  | PD              | 0          | 0          | CA              | 0               | 0               |                    | -                  | -                  |             | -           | -           | 0      | 0      |        |
| Totale carriera | Totale carriera    | Totale carriera | 16         | -18        |                 | 0               | 0               |                    | 0                  | 0                  |             | -           | -           | 16     | -18    |        |
| 2016-2017       | Defensa y Justicia | PD              | 0          | 0          | CA              | 1               | 0               | CS                 | 0                  | 0                  |             | -           | -           | 1      | 0      |        |
| 2017-2018       | Defensa y Justicia | PD              | 9          | -8         | CA              | 0               | 0               | CS                 | 2                  | -1                 |             | -           | -           | 11     | -9     |        |
| Totale carriera | Totale carriera    | Totale carriera | 25         | -26        |                 | 1               | 0               |                    | 2                  | -1                 |             | -           | -           | 28     | -27    |        |

## Palmarès

### Club

#### Competizioni internazionali
- Coppa Sudamericana: 1

Defensa y Justicia: 2020
- Recopa Sudamericana: 1

Defensa y Justicia: 2021